# 詹詹布雷
詹詹布雷（英語：Janjanbureh），原名喬治鎮（英語：Georgetown）是西非國家岡比亞的城市，也是中河區的首府，市区位於該國東部岡比亞河的麥卡錫島上，距離该国首都班珠爾283公里。
詹詹布雷始建于1832年，当时稱為喬治鎮，是英国殖民者为前黑奴建立的聚落，基督教衛理宗也曾在当地传教；1995年，城市由喬治鎮更名为詹詹布雷。现今当地仍然保留了面積約為500平方公尺的歷史街區，其中包括英國殖民時期的總督官邸、貿易據點、關押奴隸的屋子、基督教墓地等。该遗址现今也被冈比亚政府列入世界遺產的預備名單。冈比亚河在詹詹布雷一带进入中游河段，冲积平原及缓坡地广布，平均海拔35公尺，河上可航行中小型船舶。
2016年，詹詹布雷市辖区内有127,333人，其中男性59,684人、女性67,649人；镇内有詹詹布雷监狱，为冈比亚仅有的三座监狱之一。

## 外部連結
- Information from "Slavery Trade of the Gambia"